# Jarcho
El jarcho o jarchó (ხარჩო) se trata de una sopa tradicional de la cocina de Georgia. La sopa procede de un estofado cuyo principal ingrediente es la carne, aunque se tiene la presencia de arroz, verduras. La sopa resultante es un bouillon altamente especiado. La denominación kharcho es genérica a caulquier sopa elaborada con estos ingredientes, sin haber receta escrita o precisa de la misma. Es tan popular en Georgia que existen restaurantes especializados en su capital, dedicados a su elaboración en exclusiva. 

## Características
La sopa se sirve con una gran cantidad de hierbas aromáticas finamente picadas. Un de los ingredientes que caracterizan a esta sopa es una ciruela seca al sol (tklapi/tkemali) y nueces ligeramente molidas. Existen otras variantes de la sopa elaboradas con cordero en lugar de vacuno.

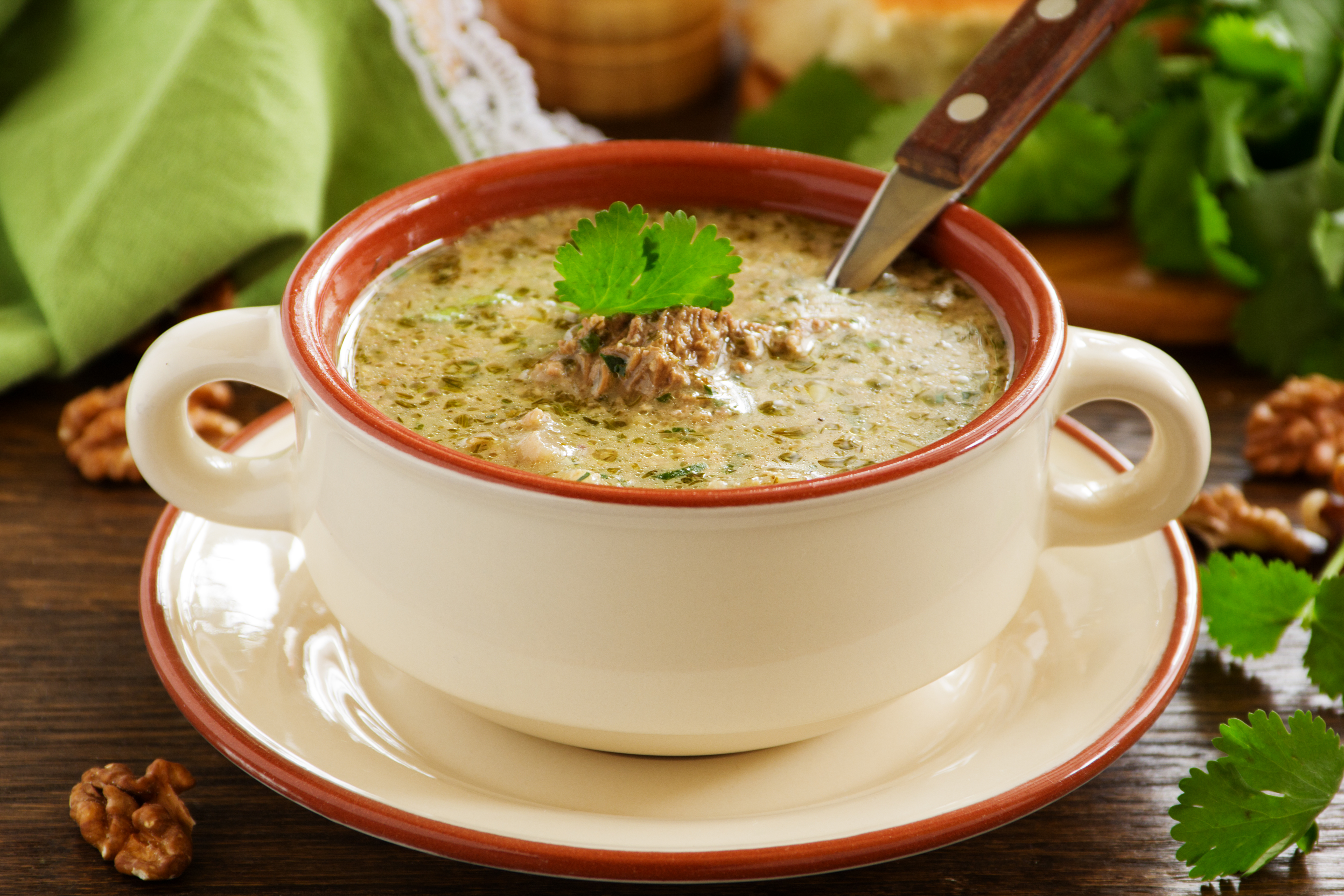
Jarcho